# Białochowo
Białochowo – wieś w Polsce położona w województwie kujawsko-pomorskim, w powiecie grudziądzkim, w gminie Rogóźno, przy trasie linii kolejowej Gardeja – Grudziądz.

## Podział administracyjny
W latach 1975–1998 miejscowość administracyjnie należała do województwa toruńskiego.

## Demografia
Według Narodowego Spisu Powszechnego (III 2011 r.) wieś liczyła 483 mieszkańców. Jest trzecią co do wielkości miejscowością gminy Rogóźno.

## Komunikacja publiczna
Komunikację do wsi zapewniają linie miejskie nr 6 oraz nr 7, które są organizowane poprzez umowę pomiędzy Gminą Miejską Grudziądz z Gminą Wiejską Rogóźno.

## Historia i zabytki
Wieś wzmiankowana w 1268 roku jako gród obronny. We wsi znajduje się klasycystyczny dwór z XIX wieku, murowany, otoczony starym parkiem.

## II wojna światowa
W okolicy znajduje się pomnik ku czci rozstrzelanych w 1939 roku około 200 mieszkańców Białochowa i okolicznych wsi na tzw. bagnach białochowskich (na miejscu tragedii znajduje się kamień z tablicą pamiątkową. Część zwłok ekshumowano i obecnie spoczywają we wsi Mokre.

## Osoby związane z Białochowem
- Erich von Falkenhayn (1861–1922), pruski generał